# Мирзазаде, Хайям Хады оглы
Хайям Хады оглы Мирзазаде (азерб. Xəyyam Hadı oğlu Mirzəzadə; 5 октября 1935 — 30 июля 2018) — советский и азербайджанский композитор, профессор. Народный артист Азербайджанской ССР (1987).

## Биография
Хайям Мирзазаде родился 5 октября 1935 года в Баку, в исторической части города — Ичери-шехер.
В 1957 году окончил Азербайджанскую государственную консерваторию. Ученик Кара Караева.
С 1957 года преподавал в Азербайджанской государственной консерватории .
С 1969 по 1983 гг. — заведующий кафедрой композиции Азербайджанской государственной консерватории.
Автор симфонических и камерных произведений, музыки к драматическим спектаклям и кинофильмам, лирических песен.
7 октября 2000 года указом Президента Азербайджана награждён орденом «Шохрат».
7 октября 2010 года награждён орденом «Честь».
Скончался 30 июля 2018 года на 82-м году жизни. После прощания в Бакинской музыкальной академии похоронен на второй Аллее почётного захоронения в Баку.

## Звания и награды
- Заслуженный деятель искусств Азербайджанской ССР (1972)
- Народный артист Азербайджанской ССР (1987)
- Премия Ленинского комсомола Азербайджанской ССР (1970)
- Государственная премия Азербайджанской ССР (1976[4], 1986)
- Орден «Слава» (4 октября 2000) — за заслуги в развитии азербайджанского музыкального искусства[5]
- Орден «Честь» (7 октября 2010) — за заслуги в развитии азербайджанской культуры[6]
- Почётный диплом Президента Азербайджанской Республики (2 октября 2015) — за заслуги в пропаганде азербайджанской музыки и подготовке музыкальных кадров[7]

## Произведения

### Для хора, солиста и симфонического оркестра
- Кантата «Цвети, наша Родина» (совместно с Э. Махмудовым, слова З. Джаббарзаде, 1964)
- Ода о партии (слова Б. Вагаб-заде, 1975)

Для симфонического оркестра:
- Симфония I (1957)
- Симфония II (Триптих, 1970)
- Маленькая лирическая сюита (1963)
- Очерки-63 (1963)
- Сюита «На полях Мугани» (1967)

Для камерного оркестра:
- Музыка (1964)
- 3 хореографические картины (1969)
- Кончерто гроссо для струнного оркестра (2014)

Для деревянных духовых инструментов:
- Секстет (1962)

### Для струнного квартета
- Квартет I (1956)
- Квартет II (1961)
- Четыре миниатюры (1958)
- Норашенские танцы (1972)

### Для медных духовых инструментов
- Квартет (1970)
- Каприччио для кларнета
- Монолог для гобоя соло

### Для скрипки и фортепиано
- Сонатина (1950)
- Поэма и скерцо (1952)

### Для органа
- Белые и чёрные

### Для фортепиано
- Трио-поэма (1953)
- Вариации (1958)
- Детские пьесы

### Для голоса и фортепиано
- цикл «Исповедь» на стихи Р. Рзы (1976)

### Для ансамбля
- «Мы помним тебя, Чарльз» (1989)

### Музыка в кино
- 1961 — «Наша улица»
- 1964 — «Вершина» (сюжет в киноальманахе «Кого мы больше любим»)
- 1970 — «Семеро сыновей моих»
- 1972 — «Я вырос у моря»
- 1973 — «Опасной морской дорогой» (короткометражный)
- 1974 — «В Баку дуют ветры» (слова З. Джаббарзаде)
- 1977 — «Удар в спину»
- 1978 — «Дачный домик для одной семьи»
- 1981 — «Послезавтра, в полночь»
- 1983 — «Льдина в теплом море»
- 1985 — «Дачный сезон»
- 1987 — «Руки Афродиты» (короткометражный)
- 1990 — «Подвал»
- 1991 — «Привет с того света»
- 1993 — «Мой белый город»
- 1993—2002 — «Расстрел переносится»
- 2005 — «Взлётная полоса»
- 2010 — «Наследие гала»
- 2014 — «Вниз по реке»